# Paikiniana mira
Paikiniana mira là một loài nhện trong họ Linyphiidae.
Loài này thuộc chi Paikiniana. Paikiniana mira được Ryoji Oi miêu tả năm 1960.